# 1905 en Australie
Chronologie de l'Australie
- 1901
- 1902
- 1903
- 1904
- 1905
- 1906
- 1907
- 1908
- 1909

Cette page concerne les évènements survenus en 1905 en Australie  :

## Évènement
- 27 octobre : Élections législatives de 1905 en Australie-Occidentale

## Arts et littérature
- The Little Black Princess (en), roman pour enfants, de Jeannie Gunn.
- Rigby's Romance (en), roman de Joseph Furphy.
- Albert J. Hanson (en) remporte le prix Wynne avec The Blue Noon.

## Sport
- Saison 1905 de l'équipe australienne de cricket en Angleterre (en)
- Saison 1905 de l'équipe australienne de cricket en Nouvelle-Zélande et Fidji (en)
- Tournée 1905 de l'équipe de rugby d'Australie en Nouvelle-Zélande (en)
- Tournée 1905 de l'équipe de rugby de Nouvelle-Zélande en Australie (en)
- Saison de 1905 de football australien (en)
  - Saison 1905 de la SAFA (en)
  - Grande finale SAFA de 1905 (en)
  - Grande finale VFL de 1905 (en)
  - Grande finale VFA de 1905
  - Grande finale WAFA de 1905
- Championnat Austrasiatique de 1905 (en) (tennis)

### Création de club
- Greensborough Football Club (en)
- Locomotives Recreation Club (en)
- Valley Australian Football Club (en)

## Naissance
- Albert Arlen (en), pianiste.
- Eddie Gilbert (en), joueur de cricket.
- Heathcote Hammer (en), militaire.
- Paul Hasluck, historien et gouverneur général d'Australie.

## Décès
- Victor Daley (en), poète.
- Augustus Charles Gregory, explorateur.
- Robert Herbert, premier ministre du Queensland.
- Boyd Morehead, premier ministre du Queensland.
- George Thorn, premier ministre du Queensland.